# 哈爾科特 (紐約州)
哈爾科特（英語：Halcott）是一個位於美國紐約州格林縣的鎮。

## 人口
根據2020年美國人口普查的數據，哈爾科特的面積為59.68平方千米，皆為陸地。當地共有人口249人，而人口密度為每平方千米4人。